# Emerico de Hungría (rey)
Emerico (o Emérico) de Hungría (en húngaro: Imre; en latín: Emericus; en croata: Mirko o Emerik; 1174 - 
30 de noviembre de 1204) Decimoséptimo Rey de Hungría (1196-1204). Era hijo de Bela III de Hungría y de Inés de Châtillon, hija de Reinaldo de Châtillon.

## Biografía
Durante la Cuarta Cruzada, el primer objetivo de los cruzados fue tomar la ciudad dálmata de Zadar como pago a la República de Venecia por los barcos de transporte para la cruzada. La ciudad, que había estado anteriormente en manos de Venecia, pertenecía entonces al rey de Hungría. El papa Inocencio III se opuso a esta conquista debido a que Emerico era católico y había anunciado su intención de acudir a la cruzada, pero no pudo evitarla, aunque excomulgó a los que habían participado en la conquista.
Emerico se había prometido en matrimonio con Inés, hija del emperador Federico I Barbarroja, pero la muerte prematura de esta en 1184 impidió el matrimonio. Finalmente, Emerico se casó con Constanza de Aragón y de Castilla, hija del rey aragonés Alfonso II el Casto y Sancha de Castilla. Su único hijo, Ladislao, nació en 1201 y fue coronado rey en 1204. Tras la muerte de Emerico a finales de ese año, su hijo se convirtió brevemente en rey, pero murió en 1205.
Emerico fue enterrado en la catedral de Eger. Tras la muerte de Ladislao fue el hermano de Emerico, Andrés, quien llegó a ser rey. La viuda de Emerico, Constanza, se marchó a Viena y se casó con el emperador Federico II Hohenstaufen.